# Moldova (Lüganuse)
Moldova es una aldea del municipio de Lüganuse, en el condado de Ida-Viru, Estonia. Según el censo de 2021, tiene una población de 26 habitantes.